# Tópico e comentário
Em linguística, o tópico (ou tema) de uma frase é o que está sendo falado, enquanto o comentário (ou foco) é o que está sendo dito sobre o tópico.
O tópico de uma frase é distinto do sujeito gramatical, e o tema é definido por considerações pragmáticas, ou seja, o contexto fornece significado. Em muitas frase, o tópico e o sujeito gramatical são os mesmos, mas isso não precisa acontecer necessariamente, na frase “Quanto à menina, o cachorro mordeu ela”, por exemplo, o sujeito é “o cachorro”, mas o tema é “a menina”.
Tanto o tópico quanto o sujeito podem ser conceitos distintos do conceito de agente (ou ator) - o "fazedor" da ação em questão. Em orações em português com verbos na voz passiva, por exemplo, o tópico é normalmente o sujeito, enquanto o agente pode ser omitido ou pode seguir a preposição pelo/pela. Por exemplo, na frase “A menina foi mordida pelo cachorro”, “a menina” é o sujeito e o tópico, mas “o cachorro” é o agente.
Por mais que línguas como o português e o inglês não tenham nenhuma marcação gramatical para o tópico de uma frase, usando apenas intonação, contexto, e o fenômeno extremamente comum de botar o tópico no início da frase, em algumas línguas, a ordem das palavras e outros fenômenos sintáticos são determinados em grande parte pela estrutura tópico-comentário, sendo chamadas de línguas de tópico proeminente. O coreano e o japonês são frequentes exemplos disso.

## Em outras línguas
Japonês
A língua japonesa marca o tópico de uma sentença com a partícula "は" (wa):
私は学生です。
Watashi-wa gakusei desu.
1Psg-TOP estudante COP.
Eu sou um estudante.
"Falando de mim, sou estudante"
今日はパスタです。
Kyou-wa pasuta desu.
Hoje-TOP massa COP.
Hoje (eu vou comer) massa.
"Sobre hoje, é massa"
O japonês também diferencia a partícula marcadora de tópico com a marcadora do sujeito "が" (Ga):
明日は雨が降ります。
Ashita-wa ame-ga furimasu.
Amanhã-TOP chuva-NOM cair_do_céu.
Vai chover amanhã.
"Quanto amanhã, chuva cairá"